# Sarah Winckless
Sarah Katharine Winckless (Reading, 18 ottobre 1973) è un'ex canottiera britannica.

## Palmarès

### Olimpiadi
- 1 medaglia:
  - 1 bronzo (Atene 2004 nel due di coppia)

### Mondiali
- 2 medaglie:
  - 2 ori (Gifu 2005 nel quattro di coppia; Eton 2006 nel quattro di coppia)